# Helicopsyche
Helicopsyche är ett släkte av nattsländor. Helicopsyche ingår i familjen Helicopsychidae.

## Bildgalleri

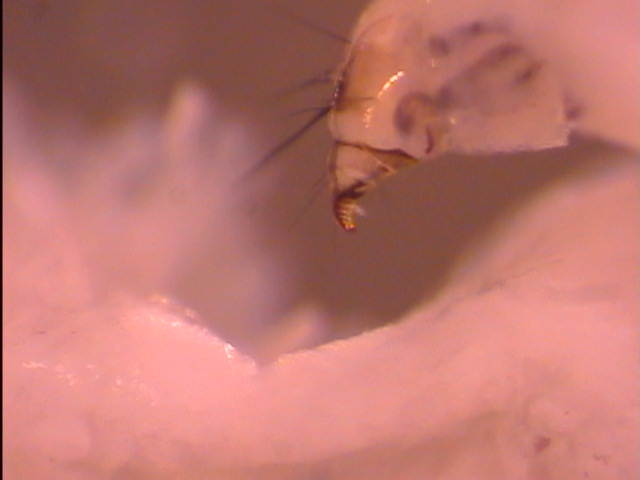

## Dottertaxa tillHelicopsyche, i alfabetisk ordning[1]
- Helicopsyche admata
- Helicopsyche agenor
- Helicopsyche albescens
- Helicopsyche albidela
- Helicopsyche alicae
- Helicopsyche altercoma
- Helicopsyche amarawathi
- Helicopsyche anaksaku
- Helicopsyche anaktangga
- Helicopsyche angulata
- Helicopsyche angusta
- Helicopsyche annae
- Helicopsyche antikleia
- Helicopsyche antinoe
- Helicopsyche apicauda
- Helicopsyche arayar
- Helicopsyche arenaria
- Helicopsyche arma
- Helicopsyche arsinoe
- Helicopsyche astynome
- Helicopsyche asymmetrica
- Helicopsyche ategenta
- Helicopsyche azwudschgal
- Helicopsyche bacescui
- Helicopsyche barbata
- Helicopsyche baroua
- Helicopsyche bartona
- Helicopsyche bellangrensis
- Helicopsyche bifida
- Helicopsyche blancasi
- Helicopsyche boniata
- Helicopsyche borealis
- Helicopsyche boularia
- Helicopsyche braueri
- Helicopsyche breviterga
- Helicopsyche browni
- Helicopsyche caledonia
- Helicopsyche caligata
- Helicopsyche calliope
- Helicopsyche callirrhoe
- Helicopsyche centrocubana
- Helicopsyche ceylanica
- Helicopsyche chilensis
- Helicopsyche chionodoce
- Helicopsyche chrysothoe
- Helicopsyche clara
- Helicopsyche cleodoce
- Helicopsyche cochleaetesta
- Helicopsyche cochleara
- Helicopsyche comosa
- Helicopsyche copulata
- Helicopsyche coreana
- Helicopsyche cotopaxi
- Helicopsyche crispata
- Helicopsyche cubana
- Helicopsyche curva
- Helicopsyche cuvieri
- Helicopsyche cymodoce
- Helicopsyche dampfi
- Helicopsyche demodoce
- Helicopsyche dominicana
- Helicopsyche edmundsi
- Helicopsyche erigone
- Helicopsyche erythronoe
- Helicopsyche euchloe
- Helicopsyche euryboe
- Helicopsyche eurycrene
- Helicopsyche eurynoe
- Helicopsyche extensa
- Helicopsyche falcigona
- Helicopsyche fistulata
- Helicopsyche flinti
- Helicopsyche fusca
- Helicopsyche gibbsi
- Helicopsyche giboni
- Helicopsyche granpiedrana
- Helicopsyche grenadensis
- Helicopsyche guadeloupensis
- Helicopsyche gudrunae
- Helicopsyche hageni
- Helicopsyche haitiensis
- Helicopsyche harmothoe
- Helicopsyche haurapango
- Helicopsyche heacota
- Helicopsyche helicifex
- Helicopsyche hippothoe
- Helicopsyche hollowayi
- Helicopsyche howesi
- Helicopsyche incisa
- Helicopsyche itonoe
- Helicopsyche jacquemarti
- Helicopsyche kakadu
- Helicopsyche kalaom
- Helicopsyche kantilali
- Helicopsyche kariona
- Helicopsyche koghiensis
- Helicopsyche koumaca
- Helicopsyche lambda
- Helicopsyche laothoe
- Helicopsyche lapidaria
- Helicopsyche lata
- Helicopsyche leucothoe
- Helicopsyche lewalleni
- Helicopsyche limnella
- Helicopsyche livida
- Helicopsyche lobata
- Helicopsyche lutea
- Helicopsyche maculata
- Helicopsyche maculisternum
- Helicopsyche malickyi
- Helicopsyche marlieri
- Helicopsyche martynovi
- Helicopsyche megalochari
- Helicopsyche merida
- Helicopsyche mexicana
- Helicopsyche minima
- Helicopsyche minuscula
- Helicopsyche minuta
- Helicopsyche monda
- Helicopsyche montana
- Helicopsyche muelleri
- Helicopsyche murrumba
- Helicopsyche myrrhine
- Helicopsyche namtok
- Helicopsyche neboissi
- Helicopsyche neocaledonia
- Helicopsyche nigrisensilla
- Helicopsyche nigrospinosa
- Helicopsyche occidentalis
- Helicopsyche ochthephila
- Helicopsyche oenodoce
- Helicopsyche opalescens
- Helicopsyche ouaroua
- Helicopsyche palpalis
- Helicopsyche paralimnella
- Helicopsyche patriciae
- Helicopsyche paucispina
- Helicopsyche pedunculata
- Helicopsyche pellmyri
- Helicopsyche penicilla
- Helicopsyche peruana
- Helicopsyche petersorum
- Helicopsyche petri
- Helicopsyche philodoce
- Helicopsyche phoebe
- Helicopsyche pietia
- Helicopsyche piora
- Helicopsyche planata
- Helicopsyche planorboides
- Helicopsyche poutini
- Helicopsyche propinqua
- Helicopsyche ptychopteryx
- Helicopsyche pupoidea
- Helicopsyche puttula
- Helicopsyche quadrosa
- Helicopsyche ramosi
- Helicopsyche rembaia
- Helicopsyche rentzi
- Helicopsyche rodschana
- Helicopsyche rossi
- Helicopsyche ruprawathi
- Helicopsyche salika
- Helicopsyche selanderi
- Helicopsyche shaunga
- Helicopsyche shuttleworthi
- Helicopsyche siama
- Helicopsyche sigillata
- Helicopsyche singulare
- Helicopsyche sinuata
- Helicopsyche srilanka
- Helicopsyche starmuehlneri
- Helicopsyche stoltzei
- Helicopsyche tanzanica
- Helicopsyche tapadas
- Helicopsyche temora
- Helicopsyche tenuisa
- Helicopsyche theodoce
- Helicopsyche thyonoe
- Helicopsyche tillyardi
- Helicopsyche torino
- Helicopsyche tribulationa
- Helicopsyche truncata
- Helicopsyche turbida
- Helicopsyche tuxtlensis
- Helicopsyche ulugurensis
- Helicopsyche umbonata
- Helicopsyche unilobata
- Helicopsyche usambarensis
- Helicopsyche valligera
- Helicopsyche vallonia
- Helicopsyche vazquezae
- Helicopsyche vergelana
- Helicopsyche villegasi
- Helicopsyche xenothoe
- Helicopsyche yamadai
- Helicopsyche zealandica